# Park Drive

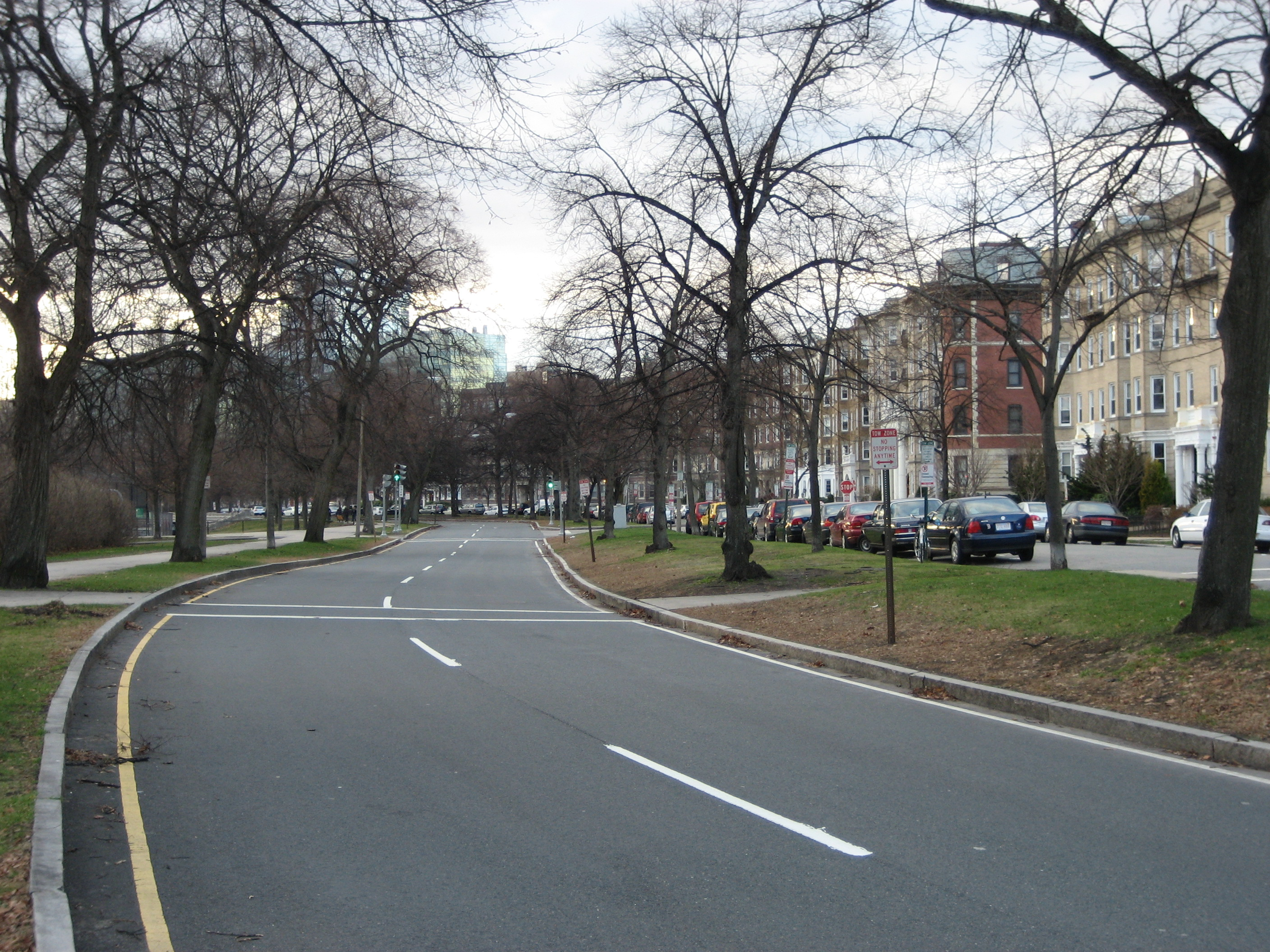
Der Park Drive mit Trennung in der Mitte (links im Bild) und Parkflächen rechts

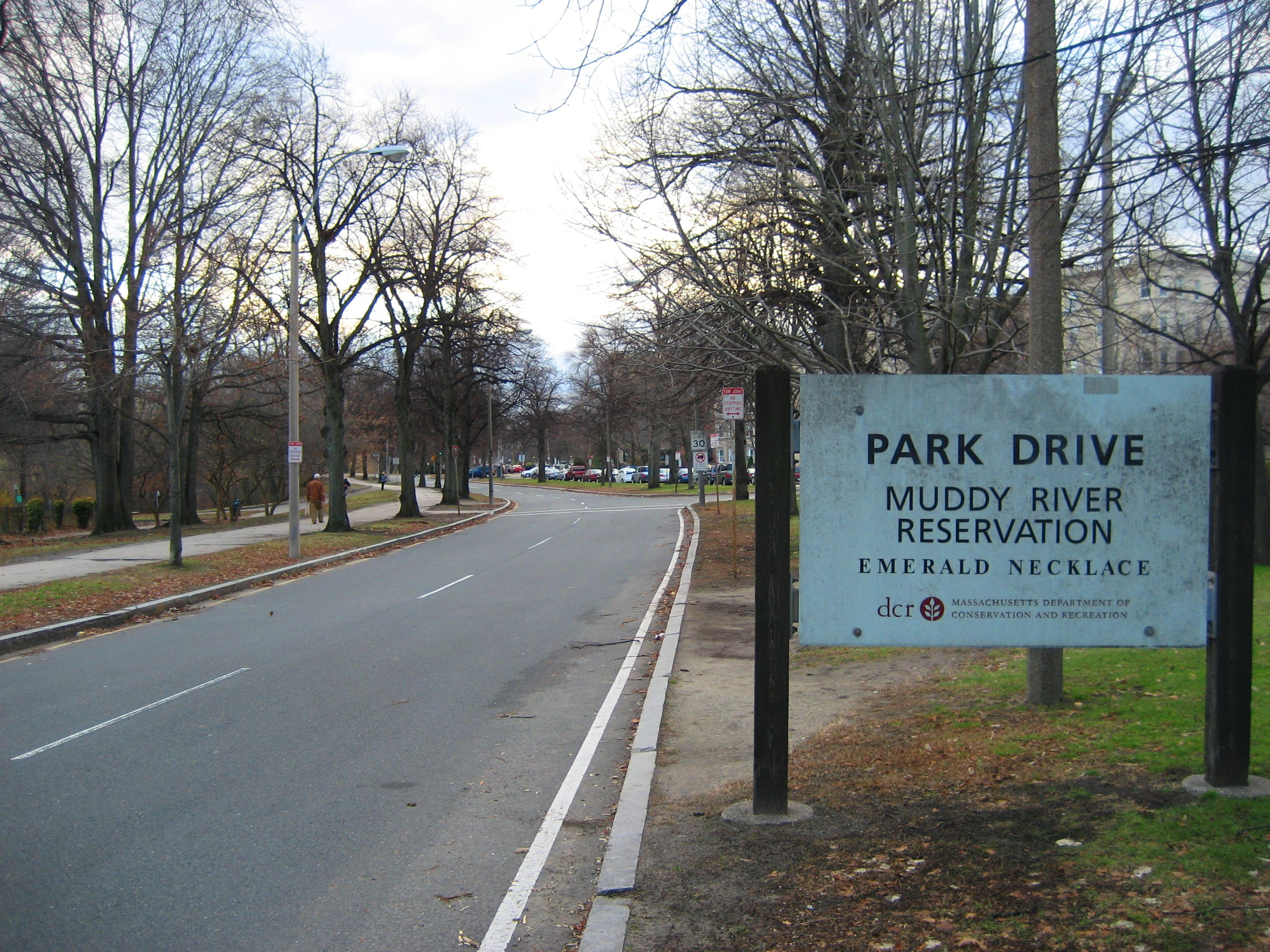
Östliches Ende des Park Drive nahe der Boylston Street

Der Park Drive ist ein zum größten Teil ein- bis zweispuriger Parkway im Stadtteil Fenway–Kenmore in Boston im Bundesstaat Massachusetts der Vereinigten Staaten. Die Straße wurde im späten 19. Jahrhundert durch Frederick Law Olmsted als Teil des Emerald-Necklace-Systems von Parks und Parkways entworfen, das sich vom Boston Common auf dem Beacon Hill bis zum Franklin Park in Roxbury erstreckt. Der Park Drive verläuft parallel zum Fenway vorbei an den Back Bay Fens und verbindet dabei die Commonwealth Avenue mit dem Riverway. Ein Teil der Strecke verläuft außerdem entlang des Muddy River. Die Straße ist Teil des Metropolitan Park System of Greater Boston und wird vom Massachusetts Department of Conservation and Recreation verwaltet und gewartet.

## Hintergrund
1875 befürworteten die Wähler in Boston und die Legislatur in Massachusetts die Einrichtung einer Park-Kommission, um die Errichtung von öffentlichen Parks in der Stadt vorzubereiten und voranzutreiben. Der Landschaftsarchitekt Frederick Law Olmsted, der bereits den Central Park in New York City entworfen hatte, verbrachte ab diesem Zeitpunkt einen Großteil seiner Zeit in der Gegend und wurde in den späten 1870er Jahren von der Park-Kommission gebeten, über das Ergebnis eines Wettbewerbs mit 23 eingereichten Vorschlägen zur Gestaltung eines neuen Parks zu entscheiden. Olmsted hielt sämtliche eingereichten Wettbewerbsbeiträge für ungeeignet, da sie seiner Meinung nach die Kontrolle der Gezeiten entweder gar nicht oder im Gegenteil zu stark berücksichtigten und damit in beiden Fällen Aspekte eines öffentlichen Parks nicht hinreichend beachteten. Der Muddy River und der Stony Brook flossen durch die Back Bay Fens, die zu dieser Zeit den Gezeiten, Sturmfluten und Abwässern ausgesetzt waren.
Die über das Urteil enttäuschte Park-Kommission bat Olmsted daraufhin, ihr als professioneller Berater und Landschaftsarchitekt beizutreten. Unter seiner Anleitung nahm das Konstrukt, das heute als Emerald Necklace bekannt ist, greifbare Formen an. Er entschied, dass die Fens ausgebaggert, eingeebnet, bepflanzt und in ein nahezu natürliches Salzmoor umgewandelt werden sollten, um das fließende Wasser zu reinigen. Auf dieser Grundlage baute Olmsted eine ganze Serie von Parks, die sich von den Fens in der Nähe der Commonwealth Avenue bis zum einige Meilen entfernten Franklin Park erstreckten. Die einzelnen Parkflächen wurden durch landschaftlich reizvolle Parkways miteinander verbunden, zu denen auch der Park Drive an der nördlichen und westlichen Seite der Back Bay Fens gehört.
Ursprünglich hieß die Straße Audubon Road, da sie vom gleichnamigen Kreisverkehr Audubon Circle abzweigt. Der Name wurde zu Ehren der Audubon Society und der großen Ansammlungen von Vögeln in den Back Bay Fens gewählt. Die Umbenennung in Park Drive erfolgte zwischen 1928 und 1938, als durch bauliche Veränderungen in den Back Bay Fens ein Großteil des künstlichen Sumpflandes zugunsten von mehr Parkfläche aufgefüllt wurde.
Als Teil des Metropolitan Park System of Greater Boston wird der Park Drive durch das Massachusetts Department of Conservation and Recreation (DCR) und nicht durch die Stadt Boston verwaltet.
Der Abschnitt zwischen Boylston Street und Brookline Avenue eröffnete am 3. Januar 1892, die Weiterführung bis zur Mountfort Street wurde 1895 eingeweiht.

## Streckenverlauf
Der Park Drive beginnt nahe der Kreuzung von Boylston Street und Ipswich Street und führt zweispurig nach Süden bis zur Peterborough Street. Ab dort kann man auf einer zusätzlichen Spur auf beiden Seiten parken, die nördlich vom fließenden Verkehr durch einen mit Bäumen bewachsenen Grünstreifen abgetrennt ist. Die Straße führt auf diese Weise bis zum Ende der Back Bay Fens, wo die Parkfläche sich mit der Hauptfahrbahn vereinigt und zusätzlich der Fenway einmündet. Von dort geht der Weg weiter in Richtung Brookline Avenue.
Nach deren Überqueren kommen zwei weitere Fahrspuren bis zum Landmark Center am Audubon Circle hinzu. Die beiden linken Spuren biegen anschließend nach links auf den Riverway sowie in die entgegengesetzte Richtung auf den Fenway ab, während die beiden rechten Spuren weiter geradeaus führen und neben zwei Fahrspuren der Gegenrichtung verlaufen. Nach der Kreuzung zur Beacon Street ist der Park Drive nur noch zweispurig und führt als Teil der Massachusetts Route 2 bis zur Mountfort Street nahe dem Massachusetts Turnpike weiter. Von seinem Beginn an der Boylston Street bis zur Brookline Avenue verläuft der Park Drive parallel zum Muddy River.